# Alphapool-Bonofa-Prozess
Der Alphapool-BONOFA-Prozess ist ein Strafprozess vor der Großen Wirtschaftsstrafkammer am Landgericht Saarbrücken, welcher die juristische Aufarbeitung eines mutmaßlichen Anlagebetrugs mit millionenhohem Schaden zum Ziel hat. Festgestellt wurden im Verfahren bislang sieben Millionen, vermutet werden weltweit Schadenssummen zwischen 50 und 100 Millionen Euro, die Zahl der geschädigten Privatanleger, im Wesentlichen aus Deutschland, Österreich, Schweiz, Frankreich, Spanien, Italien, Brasilien, Zentralafrika, Malaysia, Singapur, Libanon und der Karibik, wird auf bis zu 60.000 geschätzt. Zunächst sind etwa 40 Prozesstage geplant. Der Prozess begann am 20. Oktober 2017, ein erstes Urteil erging am 2. März 2018, die Kammer verhängte bereits gegen drei Beschuldigte Freiheitsstrafen zwischen sechs und sieben Jahren. Seit Dezember 2018 sind diese Strafen auch rechtskräftig.
Mehreren Angeklagten wird vorgeworfen, seit 2005 über Jahre hinweg in betrügerischer Absicht ein Geschäftsmodell aus kombinierten Methoden des Netzwerk-Marketings und Merkmalen eines „partiellen“ Schneeballsystems betrieben zu haben, um sich zum Schaden der Anleger persönlich zu bereichern. Die dabei nach außen wirkenden Firmenkonstrukte trugen die Namen Alphapool und BONOFA. Nur vorgeblich wurden die von Anlegern aus Altersvorsorge und Ersparnissen freigestellten Gelder investiert, wobei jedoch stets im Unklaren blieb, woher die in Aussicht gestellten Gewinnausschüttungen überhaupt stammen sollten. Augenscheinlich sollte dies durch ein komplexes Bonussystem und selbstentwickelte Software verschleiert werden. Das Geschäftsmodell weist insofern ebenfalls Züge eines Ponzi-Schema auf. Es brach schließlich im Jahre 2016 zusammen, nachdem die Bundesanstalt für Finanzdienstleistungsaufsicht anderthalb Jahre zuvor Unregelmäßigkeiten monierte.
Aufgrund der weltweit reichenden Verflechtungen der hier aufgebauten multinationalen Vertriebsstruktur über das Internet erfährt das Verfahren ein deutlich überregionales Medienecho.

## Geschäftstätigkeit

### Alphapool
Der Firma „Alphapool AG“ mit Sitz in Saarbrücken und im Alleineigentum der geschäftsführenden Gründer „Thomas K.“, „Detlef T.“ und „Gernot F.“ kam seit 8. Juni 2005 die Aufgabe zu, Investorengelder einzusammeln. Dazu verschaffte sie sich unter der Mitwirkung von zwei extern beauftragten Rechtsanwälten Zugang zu Bausparverträgen, langfristigen Kapitalanlagen, Renten- und Lebensversicherungen, die vor Laufzeitende gekündigt wurden, zudem Sparguthaben und Investmentdepots der geworbenen „Anleger“. Die Rückkaufwerte flossen nach Lösung der Verträge vorgeblich in nicht näher bezeichnete, jedoch als renditestark beschriebene Investments nach Wahl der Firma („Blind-Pool-Investment“). Dem „Anleger“ wurden traumhafte Ergebnisse in Aussicht gestellt, etwa „100% Rendite in kürzester Zeit“, „30% des Rückkaufwerts sofort, das Doppelte des Restbetrags nach acht Jahren“. Dabei hätte auch über Risiken belehrt werden müssen, welche durchaus die Möglichkeit eines Totalverlustes ohne Insolvenzschutz beinhalteten. Stattdessen wurde „sichere Anlage in Immobilien“ versprochen. Die Neukundengewinnung oblag dabei nicht dem (zahlenmäßig kleinen) angestellten Stammpersonal, sondern man bediente sich selbständiger „Vertriebspartner“. Gezielt wurde jeder „Anleger“ nach Vertragsschluss motiviert, weitere „Anleger“ zu benennen oder doch gleich selbst als Vertriebspartner tätig zu werden.
Das provisionsbasierte Vergütungssystem sollte Vertriebspartnern die Möglichkeit bieten, über eine bestimmte Stufenfolge aufzusteigen und dadurch ihren Verdienst schrittweise zu steigern. Üblich sollen je nach Stufe Provisionen von 10 bis 90 Promille der Vertragssumme gezahlt worden sein. Das Aufsteigen innerhalb der Hierarchie war durch das Erzielen von Mindestumsätzen in zwei aufeinander folgenden Quartalen möglich, wobei für Stufe sieben bis neun jeweils 250, 500, 1000 (Angaben in Tausend Euro) Kapitaleintrag zu erbringen waren. Bereits ab Stufe sechs wurde zusätzlich eine dauerhafte Bestandsprovision auf alle bisher eingebrachten Vermögenswerte gezahlt. Wurden Umsätze nicht mehr erreicht, folgte eine Rückstufung. Zusätzlich gab es Overhead-Provisionen, die einen Vertriebspartner am Verdienst der von ihm angeworbenen, in der Vertriebsstruktur hierarchisch unter ihm eingeordneten Vermittler beteiligten, ohne dass er selbst wieder aktiv werden musste. Schlüsselpositionen besetzten die Firmengründer. Die in der Summe recht kostenintensiven Provisionen, die sich zudem mit jeder Neuanwerbung eines Vertriebspartners erhöhten, beanspruchten unmittelbar einen bedeutenden Teil der eingenommenen Kundengelder und standen so von vornherein nicht als Kapital zur Erwirtschaftung von Gewinnen zur Verfügung. Typischerweise führt dies dazu, dass schon bald allfällige Provisionen und Ausschüttungen restlos aus den neu eingenommenen Kundengeldern bedient werden müssen. Versiegt dann der Nettozufluss an Kapital, droht der Zusammenbruch.
Im Januar 2013 beendete „Alphapool“ ihre Geschäftstätigkeit, verlegte den Sitz nach Leipzig und wandelte ihre Rechtsform zur „GmbH“. Am 31. Oktober 2014 wurde die Bundesanstalt für Finanzdienstleistungsaufsicht (BaFin) aufmerksam und gab dem Unternehmen die sofortige Abwicklung des aus ihrer Sicht „unerlaubt betriebenen Einlagengeschäfts gemäß §§ 1, 32, 54 KWG“ auf. Dies bedeutete, dass alle „verwalteten“ Kundengelder unverzüglich auszuzahlen wären, wozu die Firma aber nicht in der Lage war. Durch Beschluss des Amtsgerichtes Leipzig vom 5. Mai 2015 wurde für die „Alphapool GmbH“ ein (vorläufiger) Insolvenzverwalter bestellt. Den Widerspruch gegen die Abwicklungsanordnung hatte das Verwaltungsgericht Frankfurt am Main mit Beschluss vom 20. Januar 2015 abgelehnt. Die daraufhin eingelegte Beschwerde wies der Hessische Verwaltungsgerichtshof mit Beschluss vom 25. Juni 2015 zurück. Aus einem Insolvenzgutachten ging hervor, dass die „Alphapool GmbH“ Verbindlichkeiten in Höhe von derzeit 5,8 Millionen Euro angesammelt hatte, alleine die Forderungen von 843 Anlegern summierten sich auf 5,6 Millionen Euro. Dem gegenüber standen kaum nennenswerte Aktiva, alleine die Aussicht, gegen eine wohl bestehende Vermögensschadenhaftpflichtversicherung einen Anspruch auf gerichtlichem Wege zu erstreiten. Ob und in welchem Maße dies vor dem Hintergrund einer unerlaubten und mutmaßlich betrügerisch betriebenen Geschäftstätigkeit Erfolg versprechen könnte, blieb ungewiss. Im September 2015 war das Unternehmen zahlungsunfähig.
Schlimmer noch, im Juli 2018 sahen sich die geprellten Anleger mit neuen Forderungen konfrontiert. Nun beanspruchte der Insolvenzverwalter so genannte „Scheingewinnausschüttungen“, welche wohl in der Vergangenheit gezahlt wurden. Dem Verwalter und seinem 5. Sachstandsbericht zufolge haben zwischenzeitlich 618 Gläubiger Forderungen in Höhe von knapp 11,5 Millionen Euro als Insolvenzforderungen zur Tabelle angemeldet. Davon wurden bereits Forderungen in Höhe von 8,3 Millionen Euro festgestellt und Forderungen in Höhe von 3 Millionen Euro bestritten.

### BONOFA
Bis nach Liechtenstein führen Spuren im zweiten Ermittlungskomplex, hier hatte das Unternehmen „BONOFA Consulting GmbH“, gegründet am 19. August 2013 in Saarbrücken, zuletzt seinen Firmensitz. Es wurde offenbar versucht, über Netzwerke verschiedene Vertriebswege für ein parallel laufendes Pyramidensystem aufzubauen, das mutmaßlich zunächst aus Einnahmen der „Alphapool“ aufgebaut und (bis zur Insolvenz) wohl auch gespeist wurde. Die produktive Tätigkeit des Unternehmens „BONOFA – the future is now“ erschöpfte sich mutmaßlich in der Erstellung eindrucksvoller Online-Präsenzen und der professionellen Inszenierung von Motivations- und Trainings-Videos. Weiter trat das Unternehmen in der Organisation glanzvoller Werbeveranstaltungen („BONOFA-Day“, „BONOFA-Mega-Event“) hervor. Vor dieser Kulisse gab sich das bekannte Gründerduo der sonst eher zugeknöpft auftretenden „Alphapool“ aus dem Saarland – „Thomas K.“ und „Detlef T.“ – gerne arriviert. Man nahm auch den Pfälzer Computerspezialisten „Martin B.“ mit ins Boot. In feinen Anzügen, mit entsprechenden Statussymbolen wie Designer-Schmuck, Edel-Brillen und teuren Uhren ausgestattet, genehmigten sich die Initiatoren bis zu sechsstellige Jahresgehälter als „Direktoren“ und „Manager“. Sie präsentierten sich als vielbeschäftigt und stets reisend, am liebsten in Hubschrauber und Learjet, luxuriösen Automobilien und Motoryachten, vor der Skyline mondäner Metropolen. Willige Claqueure fanden sich in der zahlenmäßig beeindruckenden, multikulturell anmutenden Entourage der auf unterschiedlichen „Rankings“ („Bronze“ – „Silver“ – „Gold“ – „Star Diamond“ – „Double Star Diamond“, etc.) angekommenen „Sales manager“, welche die BONOFA-Bosse bei jeder Gelegenheit als „innovative Gründer“ hochleben ließen.
Das „Kerngeschäft“ widmete sich augenscheinlich einer geradezu inflationären Herstellung von Computertools, die hauptsächlich der Neugewinnung und Betreuung des Kundenstamms und der Online-Kommunikation dienten. Als Beispiele genannt wurden das „Professionelle Kontrollzentrum (Business-All-in-One) BAIO+“, „videopage7“, „promopage7“, „whiteboard7“, „Marketing Headquarters (MHQ)“ und das „Automatic Business System (ABS)“, die in Wirklichkeit aber bloß auf bestehenden Kommunikationsmöglichkeiten des Internets und bereits etablierten Social-Media- oder traditionellen Handelsplattformen aufsetzten und ihrem Nutzer kaum Mehrwert boten. Ständig befanden sich neue Tools („FileBird“, „Divvy“, „BAIOpro“) in Ankündigung, welche nach den Lippenbekenntnissen der Führung „neue Maßstäbe im Online-Network-Marketing“ setzen und „Internet-User am Wachstumsmarkt Online-Business direkt partizipieren“ lassen sollten. Die abschließende Krönung bildete das (nutzlose) „CUBE7“, welches aus den Umsätzen der an unterster Stufe des Pyramidensystems angesiedelten „Partner“ auf bekannten Handelsplattformen (wertlose) „Bonuspunkte“ („B.comPoints“, in Presseberichten „Luftballons“, „Trommelwährung“ und „Magic Beans“ bezeichnet) generierte, die zudem einem Verfallsdatum unterlagen. Deren Entsprechung wurde mit 15 Euro-Cent angegeben. Den wirtschaftlichen Aufstieg im System mussten sich die Partner erkaufen, je nach Engagement und Mitgliedschaft in (kostenpflichtigen) Programmen wie „Nonstop Bonus“, „Activate Bonus“, „PromoClub der Gewinner“, „Aventador Accelerator Bonus“ sollte der Wert der Boni auch ein Vielfaches dessen betragen können, bis zu (unrealistischen) 75 Prozent der von den untergeordneten Partnern getätigten Umsätze. Dafür musste Software an neu geworbene Partner („Registrierungsgebühr“ 30 Euro) oder höherwertige Bundles in einer Preisspanne von 100 bis 2.500 Euro „lizenziert“ werden. Mit Gutschrift eines mehrfachen „B.comPoint“-Punktebonus – eine halbe Million, laut Werbeversprechen also (mindestens) 75.000 Euro fiktiver Gegenwert für ein Softwarepaket zu 2.500 Euro – erschienen diese Ausgaben attraktiv. Nach außen wurde der Investitionscharakter des Systems negiert – man verkaufe schlicht „Softwarelizenzen“. Wer „Kasse“ machen wollte, stieß häufig auf Schwierigkeiten. Die Realisierung von Gewinnen aus den Boni klappte jenseits der vollmundigen Versprechen wohl keineswegs reibungslos. Dies wurde dann als „branchenüblicher Software-Bug“ heruntergespielt, an dem bereits „fieberhaft“ gearbeitet würde. Optionen zum Ausscheiden oder zur Rückerstattung der bereits gezahlten „Partner Gebühren“ gab es dem Vernehmen nach nicht. Es stand in Aussicht, dass die gesammelten Boni beim (geplanten) Börsengang des Unternehmens direkt in Aktien („BONOFA – Nachhaltigkeitskonzept“) konvertierbar wären. So hätten die Kunden des Unternehmens wohl in letzter Instanz (alternativlos) ihre (wertlosen) Boni in (noch wertlosere) Geschäftsanteile umzuwandeln.
Um die Anleger dauerhaft bei Laune zu halten und das „Geschäftskonzept“ zu verdeutlichen, veröffentlichte die Firma regelmäßig „Motivationsvideos“ auf Social-Media-Kanälen und Internetplattformen wie YouTube. Vom 31. Oktober 2013 bis zum 17. Mai 2016 entstanden so an die 300 Titel in Deutsch, Französisch, Englisch, Spanisch, Italienisch und Portugiesisch, von denen die meisten mittlerweile vom Netz genommen wurden.
Regelmäßige Treffen, anfänglich noch am Firmensitz, wie der „German/French BONOFA Day“ am 25. April 2015 dienten der Verkaufsförderung. Den Teilnehmern wurden in Vorträgen vermittelt, wie sie zum Bestandteil der Erfolgsgemeinde werden und in der Hierarchie aufsteigen könnten. Die Referenten trugen Beteiligungskonzepte wie „Activate Bonus - Werde zum Mitunternehmer“, „PromoClub der Gewinner - Passives Einkommen im Sekundentakt“ und „Aventador Accelerator Bonus - Erlebe wahren Luxus“ in multimedialen Präsentationen vor.
Naturgemäß waren die Statements der Firmengründer besonders gefragt. Noch am 27. November 2015 äußerten sich „Thomas K.“ und „Martin B.“ in einer Videobotschaft über den Geschäftsverlauf überschwänglich positiv. Probleme bei der Realisierung der Partnerboni wurden erstmals thematisiert und als Software-Bugs herunterspielt. „Weihnachtliche Grüße“ der Gründer folgten am 22. Dezember 2015. Angeblich wurden 300.000 Euro Investment in Malaysia, Singapur und Zentralafrika gewonnen. Man werde neue Märkte öffnen und in Zukunft 500.000 Partner aufbauen, man stehe hier bereits kurz vor der 100.000er-Marke. Für das kommende Jahr plane man viele Events, im Oktober 2016 mit einem Großevent das absolute Highlight. Doch dazu kam es nicht mehr. Das Insolvenzverfahren über „Alphapool“ war bereits seit Jahresmitte in vollem Gange.
Der letzte „BONOFA-Day“ fand am 7. Mai 2016 in der Saarbrücker Congresshalle statt. Vor der Halle rollten Luxuslimousinen in Stellung, die Firmenbosse und Top-Verkäufer hielten standesgemäß Hof und wurden wie Megastars beim Einzug bejubelt. Einpeitscherin „Sales manager“ Sandra L. begrüßte die „Founder“ Detlef T. und Martin B. sowie den „CEO“ Thomas K. unter dem frenetischen Applaus der knapp 200 Anwesenden. Auf der Bühne präsentierten die im Programm bereits aufgestiegenen Protagonisten ihre Konzepte. Regelmäßig zu Wort kamen schillernde Persönlichkeiten aus dem internationalen Publikum wie „Sales Manager“ Claus Sch., „Team Leader“ Johnny B.C., Renato P., Janusch G., Salma T., Sermin B., Alain J. T., „Bronze Manager“ Axel M., „Star Diamond Manager“ Andreas K., Michael T., „Double Star Diamond Manager“ David Z., Isabelle L., „Triple Star Diamond Manager“ Patrice L., Christian G., Turienne C. und „Crown Diamond Manager“ Jean-Michel C. Ein bedeutender Teil des Programmes war der Auszeichnung verdienter Mitstreiter gewidmet, hier erhielten die
untergeordneten Chargen ihre Abzeichen und Zertifikate. Doch alle vollmundigen Versprechen der Veranstaltung blieb man dem Publikum schuldig.
Keine vierzehn Tage später, am 19. Mai 2016 endete die operative Tätigkeit abrupt mit der Verhaftung der „BONOFA“-Führungsriege. Am 29. November 2017, der Strafprozess war bereits im vollen Gange, wurde die Firma im Handelsregister gelöscht – die Schlussbilanz wies gerade mal 825 Euro Kassenbestand aus.

## Ermittlungen
Am 19. Mai 2016 führte die Staatsanwaltschaft Saarbrücken eine groß angelegte Razzia durch, an der Wirtschaftsfahnder der Landespolizei und etwa 1.200 Beamte beteiligt gewesen sein sollen. Insgesamt waren 126 Hausdurchsuchungen bei 54 Personen angeordnet, schwerpunktmäßig in Saarland, Rheinland-Pfalz und Sachsen. Dabei nahm man auch die bereits namentlich bekannten Initiatoren der „BONOFA“ fest. Der zur Zeit seiner Verhaftung 54-jährige Elektrotechniker „Thomas K.“ aus Riegelsberg, der 63-jährige Versicherungs- und Kosmetik-Unternehmer „Detlef T.“ aus Saarbrücken, der 60-jährige Kaufmann „Gernot F.“ aus Wallerfangen und der 38-jährige IT-Fachmann „Martin B.“ aus Zweibrücken rückten in die Justizvollzugsanstalt Saarbrücken als Untersuchungshäftlinge ein. Der Haftbefehl gegen „Martin B.“ (erst seit 2011 bei „BONOFA“) wurde bereits im Oktober 2016 gegen Auflagen außer Vollzug gesetzt, er kündigte Aussagebereitschaft an. Die anderen drei Beschuldigten schwiegen zur Sache.
In einem Haftprüfungstermin am 22. Mai 2017 bestätigte das Gericht die verbleibenden drei Haftbefehle wegen dringendem Tatverdacht und Fluchtgefahr, angesichts der Schwere der Taten sei die Weiterführung der Haft auch verhältnismäßig. Bereits jetzt zeichnete sich ab, dass die sichergestellten Vermögenswerte in Höhe von knapp 1,8 Millionen Euro nicht den durch „Alphapool“ und „BONOFA“ mutmaßlich verursachten Schaden abdecken konnten.

## Prozess
Gegen die drei inhaftierten Beschuldigten wurde am 3. August 2017 Anklage wegen gewerbs- und bandenmäßigen Betrugs, Insolvenzverschleppung und Handels ohne Erlaubnis nach dem Kreditwesengesetz erhoben. Außerdem war die Frage zu klären, ob die geprellten Kunden wirklich einer skrupellosen Betrügerbande aufgesessen waren oder ob sie nicht doch zu leichtgläubig handelten und deswegen auch selbst Schuld am Verlust der eingezahlten Gelder zu tragen hätten. Die Verteidigung bestritt im Namen der Angeklagten jede Betrugsabsicht, tatsächlich seien gutgläubig Investitionen mit zunächst kalkulierbarem Risiko getätigt worden. Dass deren Wertgehalt zweifelhaft war, habe sich jedoch erst im Nachhinein gezeigt.
Am 20. Oktober 2017 wurde zum ersten Mal über den „Alphapool“-Komplex verhandelt. Unstrittig stand bereits der Verlust von Kundengeldern in Millionenhöhe im Raum. Erwartungsgemäß schwiegen die Angeklagten zu den Vorwürfen, jedoch kündigte „Gernot F.“ an, sich in der nächsten Sitzung „zu äußern“. Im Wesentlichen beteuerte er, fern des Tagesgeschäfts nur als „Strohmann“ fungiert zu haben. Erst nach der Beweisaufnahme und einem gescheiterten „Deal“ mit der Staatsanwaltschaft kündigten alle drei Beschuldigten an, ihr Schweigen nun doch zu brechen.
Der Angeklagte „Detlef T.“ räumte ein, den Anlegern zu lange wahrheitswidrig vorgespielt zu haben, dass ihre Gelder in sichere Immobilienanlagen flössen – was nachweislich nie stattfand. Allerdings bestritt er, dass ein betrügerisches Schneeballsystem geplant war. Sein Handeln nannte er aus heutiger Sicht „naiv und blauäugig“. Der Angeklagte „Thomas K.“ entschuldigte sich bei den Geschädigten, er habe „bei den Geschäften nicht genau genug hingeschaut“. Schließlich unter Tränen, wenigstens der Angeklagten „Detlef T.“ und „Gernot F.“, beteuerten alle in ihrem Schlusswort nach 35 Verhandlungstagen nochmals, nicht in betrügerischer Absicht gehandelt zu haben. Tatsächlich hätten sie das Ziel verfolgt, durch Gewinn versprechende Investments den Nutzen der Anleger zu mehren, seien dabei aber unversehens in eine auswegslose Lage manövriert. Sie bedauerten den Totalverlust. Die Staatsanwaltschaft forderte hohe Freiheitsstrafen zwischen sieben und neun Jahren, die Verteidigung dagegen Freisprüche für alle drei Angeklagten, bei Schuldspruch jedoch höchstens fünf Jahre Haft.
Am 2. März 2018 urteilte das Gericht und sah es in der Begründung als erwiesen an, dass die Angeklagten mit der „Alphapool AG“ 900 Anleger um rund sieben Millionen Euro prellten. Ausgemacht schien, dass die abgetretenen Gelder dabei gar nicht erneut angelegt werden sollten, sondern direkt in ein partielles Schneeballsystem flossen. Wegen bandenmäßigen Betruges und unerlaubten Handels mit Kapitalanlagen erhielt „Thomas K.“ eine Haftstrafe von sieben Jahren. „Detlef T.“ erhielt sechs Jahre und sechs Monate, „Gernot F.“ sechs Jahre und drei Monate – er hatte zuletzt mit der Staatsanwaltschaft kooperiert.
Der renommierte Saarbrücker Strafverteidiger Walter Teusch (u. a. bekannt vom Pascal-Prozess und als Verteidiger der aus der Rotlichtaffäre um Oskar Lafontaine bekannten Unterweltgröße Hugo Lacour) kommentierte das Urteil als „Schlag in die Magengrube“ und das Strafmaß als „vollkommen unverhältnismäßig“. Auch sah er das Handeln seiner Klienten nicht als „von vorneherein kriminell“ an. Auf dünner Kapitaldecke praktizierte Geschäftsmodelle mit hohem Risiko seien „durchaus wirtschaftsüblich“, gingen diese aber dann schief, so sei dies wohl „bedauerlich, aber nicht strafbar“. Die Verteidiger kündigten Revision an.
Am 14. Dezember 2018 verwarf der Bundesgerichtshof die Revisionsanträge, damit sind die Urteile rechtskräftig. Ermittlungen zum BONOFA-Komplex dauern derzeit noch an.